# Ligne de Mumbai à Chennai
La ligne de Mumbai à Chennai est une ligne ferroviaire de l'Inde qui relie Bombay à Chennai.

## Histoire
Le chantier de construction de la ligne se fait en parallèle depuis chacun des deux terminus. Côté Mumbai le tronçon Lonavla à Pune est ouvert au trafic en 1858, le tronçon Palasdari (Mumbai) à Pune est achevé en 1862. La ligne rallie ensuite Raichur en 1871.
Côté Chennai le tronçon Royapuram (Chennai)  à Wallajah road est ouvert en 1856 puis la ligne rallie Kadalundi en 1861, Renigunta en 1862 et Raichur en 1871.
L'électrification de la ligne a démarré en 1930. Elle est en cours sur le tronçon Pune-Guntakal.

## Caractéristiques

### Matériel roulant
La ligne étant en cours d'électrification différents changements de locomotive sont opérés en fonction des sections électrifiées ou non. Une locomotive Class WCAM 2P/3 (Mumbai-Pune), une Class diesel WDM 3A (Pune-Guntakal) et une Class WAP-4 (Guntakal-Chennai).

## Exploitation
Le service voyageurs est assuré soit par le train « Chennai Mumbai Express » (11041/11042) qui relie les deux terminus en 23 heures et 30 minutes, soit par le train « Mumbai Chennai Mail » (11027/11028) qui fait le trajet en 29 heures.